# Sosippus
Sosippus es un género de arañas araneomorfas de la familia Lycosidae. Se encuentra en Rusia asiática, China y Asia central.

## Lista de especies
Según The World Spider Catalog 12.0:
- Sosippus agalenoides Banks, 1909
- Sosippus californicus Simon, 1898
- Sosippus floridanus Simon, 1898
- Sosippus janus Brady, 1972
- Sosippus mexicanus Simon, 1888
- Sosippus michoacanus Brady, 1962
- Sosippus mimus Chamberlin, 1924
- Sosippus placidus Brady, 1972
- Sosippus plutonus Brady, 1962
- Sosippus texanus Brady, 1962